# ماسایوکی اونیشی
ماسایوکی اونیشی (انگلیسی: Masayuki Onishi؛ زادهٔ ۵ ژوئیهٔ ۱۹۷۷) بازیکن فوتبال اهل ژاپن است.
از باشگاه‌هایی که در آن بازی کرده‌است می‌توان به باشگاه فوتبال یوکوهاما مارینوس و باشگاه فوتبال آلبیرکس نیگاتا اشاره کرد.